# Armin Lindner
Armin Lindner (ur. 25 września 1937) – wschodnioniemiecki judoka.
Brązowy medalista mistrzostw Europy w 1963 roku.